# Jorge Eliécer Gaitán
Jorge Eliécer Gaitán Ayala (23. ledna 1903, Bogotá – 9. dubna 1948, Bogotá) (Jeho datum narození je uváděno různě, v některých pramenech 1898, jinde 1903.) byl kolumbijský politik a právník.
Jeho rodiči byli Eliécer Gaitán Otálora a Manuela Ayala de Gaitán. Vystudoval právo a politické vědy na Národní univerzitě v Bogótě (Universidad Nacional), posléze pokračoval ve studiu v Římě. V dubnu 1948 byl zavražděn v centru města Bogoty.